# あしながおじさん
『あしながおじさん』（Daddy-Long-Legs）はアメリカの女性作家ジーン・ウェブスターが1912年に発表した小説・児童文学作品。
小説は1933年、日本で岩波書店から遠藤寿子訳として初めて出版された。

## 概要
孤児院で育った少女ジュディの文才が一人の資産家の目にとまり、毎月手紙を書くことを条件に大学進学のための奨学金を受ける物語であり、ジュディが援助者を「あしながおじさん」と呼び、日々の生活をつづった手紙自体が本作品の内容となっている。手紙中、ジュディ自身が書いたという設定で挿まれる絵もウェブスターの手による。
身寄りのない少女に進学のための援助を行なう「あしながおじさん」は、現代日本では広く学生への援助者の意味で用いられ、遺児奨学金のための原資拠出を行なう人を「あしながさん」と呼ぶあしなが育英会や交通遺児育英会等がある。アメリカをはじめとして数度にわたって映画化され、日本では1979年と1990年にテレビアニメ化された。
原題の"Daddy-Long-Legs"とはクモに縁の近い小動物であるザトウムシのことで、作品中にもこの蜘蛛に似た虫が登場している。

## あらすじ
ジョン・グリア孤児院のジュディ（ジルーシャ・アボット）は、ある日院長室に呼び出される途中、西陽によって正視を妨げられながら、廊下に落ちた長い長い“人影”を見ることになる。それはまるでメクラグモのようにとても足の長い虫のような姿だった。
リペット院長からジュディは、孤児院の評議員の一人に彼女の才能を見込まれて、毎月一回学業の様子を手紙で報告することを条件に、大学進学のための資金援助を匿名で与えられることになったと知らされる。さっき一瞬だけ見えた後ろ姿こそ、その評議員であることを知り、のちに彼女が彼を「あしながおじさん」と呼ぶきっかけとなる。
なお、ジュディが見込まれたのは、院の生活ぶりをシニカルに描いた作文であり、そのタイトルに「Blue Wednesday」（憂鬱な水曜日)とつけたユーモアのセンスである。
大学では、彼女は孤児院でつけられた名前（ジルーシャ）を嫌がって自らをジュディと呼び、同級生のサリー・マクブライドやジュリア・ペンドルトンとともに学生生活を送り、その詳細をあしながおじさんに手紙の形で送り続ける。初めて孤児院の外で生活をすることになったジュディは、自分自身でお金を出して買い物をしたことや読んだ本のこと、出席したパーティのことといった体験をその都度自らの感性で手紙に書き記していく。長期休暇時の農園滞在、ニューヨーク訪問、サリーの兄のジミー・マクブライドやジュリアの叔父のジャービス・ペンドルトンといった男性との交友、自らの小説の商業出版といった経験の後、ジュディは大学を卒業する。
ジュディはこれまでも長期休暇期間に訪れていたロック・ウィロー農園で卒業後の生活を始め、作家を目指して小説を書き進めながら、あしながおじさんへの手紙を止めることなく書き続ける。やがて、ジュディはジャービス・ペンドルトンからプロポーズを受けるが、孤児院出身であるという経歴を打ち明けることができず、彼を愛していながら拒絶してしまう。煩悶したジュディが自分の気持ちを手紙にしてあしながおじさんに送ると、会って話を聞くという返事が返ってくる。初めての対面に緊張しながらニューヨークに向かったジュディがあしながおじさんの部屋に通されると、そこにいたのはジャービス・ペンドルトンであった。ジャービスがあしながおじさんであったことを知らされたジュディはプロポーズの返事を「あしながおじさん」に向けて手紙で送る。それは、初めて「家族」を得たジュディが書いた、初めてのラブレターであった。

## 評価
孤児の少女が資産家に見込まれ、愛を成就させるという筋書き自体はいわゆるシンデレラ・ストーリーであるが、導入部以外の全編をジュディの手紙のみで構成するという作品の形式（書簡体小説）や、その手紙の中でつづられる生き生きとした描写、また主人公ジュディの人としての魅力など、文学作品としての高い評価を受けている。また、手紙の中の学生生活は20世紀初頭のアメリカの女子大学生の生活を記した資料としても読むことができる。作者のジーン・ウェブスターは孤児院や感化院の近代化に興味を持っており、それと自らの経験とがこの作品には生かされていると考えられる。

## 関連作品
この作品の続編として、ジュディの親友のサリー・マクブライドがジョン・グリア孤児院の院長になって孤児院の改革に取り組む続編『続あしながおじさん（Dear Enemy）』が1915年に発表されている。

## 派生作品
- 映画

1919年にはアメリカで初めて映画化され（メアリー・ピックフォード主演）、その後、1931年（ジャネット・ゲイナー主演）、1955年にも映画化されている。1938年にはオランダで映画化された。
- ミュージカル

日本では1974年に岡崎友紀主演、1983年に脚本・作詞・作曲を一新し、原田知世主演、2006年に三倉茉奈・三倉佳奈主演（Wキャスト）でミュージカルとして上演された。
また、2009年にはブロードウェイでミュージカル化され、その日本版が、2012年、2014年、2017年、2020年、2022年に『ダディ・ロング・レッグズ ～足ながおじさんより～』（脚本・演出 ジョン・ケアード、ポール・ゴードン音楽・作詞、今井麻緒子 訳・訳詞）のタイトルで、ジャーヴィス役：井上芳雄・ジルーシャ役：坂本真綾/上白石萌音で上演された。
- アニメーション

1978年4月5日から同年4月26日までに、まんが世界昔ばなしの一編として「あしながおじさん」がTBS系、ダックスインターナショナル制作で放送された。
1979年10月10日に、日生ファミリースペシャルの一作として「あしながおじさん」がフジテレビ系、タツノコプロ、ヘラルドエンタープライズ制作で放送された。
1990年に『私のあしながおじさん』のタイトルで世界名作劇場でフジテレビにて放送された。
- 漫画

2005年には「Daddy Long Legs」の題で、物語の舞台を昭和初期の日本に置き換え、勝田文によって漫画化されている。
- ドラマ

1974年4月 - 9月には、本作を日本風にアレンジしたドラマ『おじさま!愛です』が、浅野真弓主演でNET（現：テレビ朝日）系列で放送された。